# Met liefde (Luie Hond)
Met Liefde is een album van de Friese reggaeband Luie Hond, uitgebracht in 2006. Het was eigenlijk de bedoeling dat het album al vroeg in 2005 uitgebracht zou worden, maar vanwege het wisselen van platenmaatschappij is het uitgesteld. De nieuwe maatschappij wil namelijk meer investeren in promotie van de band en zich volledig inzetten om meer bekendheid te verwerven.
Het geluid is volwassener geworden; er is bijvoorbeeld volop gebruikgemaakt van een aantal koperblazers. Mous over de titel van het nieuwe album: "We willen een positieve vibe Nederland insturen. We gebruiken muziek graag om mensen een fijn gevoel te geven."
De eerste single van het album is Poes In De Playboy, en de bijbehorende clip was de eerste week direct Superclip op TMF, en stond even later op nummer 1 in de download-charts. Ook deed de band een sessie voor Top Of The Pops. Op dat nummer en de clip heeft de band samengewerkt met De Jeugd van Tegenwoordig. Mous: "Het is een knipoog naar het feit dat tegenwoordig iedereen beroemd wil worden, zonder noemenswaardige kwaliteiten. Wat je kan is niet belangrijk, als je maar met je kop op tv komt."

## Nummers
1. Intro
2. Kan Niet Zonder Jou
3. Danshal Koningin
4. Vrouw Als Jij
5. Beter Af
6. Heroïnewiet
7. Met Liefde
8. Niemand Is Veilig
9. Wees Verdomme
10. Kwou Dat...
11. Recht Je Rug
12. Poes In De Playboy
13. Vroeger

- Het nummer Kwou Dat staat bij fans bekend als Knoppie.
- Het nummer Niemand Is Veilig staat bij de fans bekend als Graseters.
- Het nummer Met Liefde staat bij de fans bekend als Redneckreggae.

## Toelichting
Zanger Joris Mous geeft een toelichting bij ieder nummer van dit album:
- Kan Niet Zonder Jou
  - Liedje over luddevudu oftewel liefdesverdriet, maar ook over de reacties van je omgeving waarin men denkt je te helpen met dooddoeners als: "Kom op er zwemmen meer vissen in de zee!", of: "Even je schouders er onder en sterk zijn".

- Danshal Koningin
  - Deze gaat over een meisje dat ik vaak zag tijdens reggaeshows. Super funky meisje met een prachtige afro. Tot op heden geen woord mee gewisseld, omdat ik óf te stoned was óf te verlegen. En ja, onze ogen hadden alles al gezegd. Misschien laat ik haar nog eens het liedje horen. Ben wel benieuwd wat ze ervan vindt.

- Vrouw Als Jij
  - Ode aan vrouwen in het algemeen. ontstaan als countryliedje, jaren geleden toen Luie Hond het nog akoestisch deed. Wel weer een beetje bluesy qua tekst, want 'ze' is net als bij Kan Niet Zonder Jou niet meer bij me. Heerlijk hartezeer.

- Beter Af
  - Liedje over vrijheid. Een beetje afstand doen van bepaalde dingen kan erg bevrijdend werken. Qua tekst misschien beetje somber, maar de beat relativeert lekker. Hier hoor je inspiratiebronnen als Third World en Bob Marley voorbij komen. Want in tegenstelling tot wat veel mensen denken zijn we niet echt geïnspireerd door Doe Maar, maar luisteren we liever naar de echte jongens.

- Heroïnewiet
  - Zelf mijn portie softdrugs wel gehad. Titel slaat op het feit dat wiet niet echt meer soft valt te noemen in tijden van de hydrocultuur, top 44's en white widows. Ik kom uit de generatie waar we elkaar vertelden dat wiet en hash niet verslavend waren. Hmmm, ja ja, nou dat bleek toch niet helemaal het geval. Dus lieve beeldbuiskinderen: Pas op, 't is niet zo onschuldig als het lijkt, haha.

- Met Liefde
  - Volgeluld door Waterhouse Lion, een original dread die ik heb leren kennen in Amsterdam en die af en toe met ons mee reist om bij te dragen aan de positieve viberaties. Hij doet trouwens ook mee op Danshal Koningin: We love them girls here man!

- Niemand Is Veilig
  - Liedje met vraag en antwoord. Probleemstelling: Kleur, milieu, religie; het is allemaal flauwekul, niemand is veilig er is altijd wel een de lul. Oplossing: Volg geen mensen die zeggen het te weten, je bent geen schaap, ik heb je nooit gras zien eten.

- Wees Verdomme
  - Meestal zing ik over hoe geweldig en lief vrouwen zijn, in dit liedje vertel ik eigenlijk dat ze soms niet zo moeten zeikuh. Af en toe denk ik dat het tijd is voor sommige mannen om hun kloten beet te pakken en te zeggen: Tot hier en niet verder! Macho? Misschien.

- Kwou Dat...
  - Oud Luie Hond liedje waar ik veel melancholieke herinneringen aan heb: De zomer van '97, vrienden, muziek, strand en een lieve vrouw. Alle ingrediënten voor een geslaagde vakantie waarvan je hoopt dat 'ie nooit overgaat.

- Recht Je Rug
  - Ben ik persoonlijk erg trots op, en ik zing het live zo veel mogelijk voor het publiek. Het gaat erom dat als het slecht met je gaat er altijd een uitweg is. De zon schijnt wel ook al zit 'ie soms achter de wolken.

- Poes In De Playboy
  - Tja veel mensen nemen deze tekst wat te letterlijk: Zelfs de playboy was 'not amused'. Leidde zelfs tot een uur durende discussie op radio 2; of dit nummer überhaupt wel voor tienen gedraaid mag worden. Ik weet het goed gemaakt: Geen Idols meer na 4 uur 's middags, dan mogen ze ons na tienen draaien, haha!

- Vroeger
  - Als kind is alles vastomlijnd en duidelijk. Als puber ben je zo eigenwijs dat je alles wel heel goed weet. Maar dan, ai ai, eind 20, beginnen de twijfels; doe ik het wel goed, wat heb ik nou helemaal bereikt, etc., etc. Persoonlijk poldermodel probleem. Het grappige aan deze tekst is dat je kunt zien dat ik kind was in de vreselijke jaren 80 en mee heb gelopen in anti-kernwapen demonstraties. Beter rood dan dood! Of was het nou andersom?